# アンディ・ホワイト (ドラマー)
アンドリュー・"アンディ"・ホワイト（Andrew "Andy" White、1930年7月27日 - 2015年11月9日）は、スコットランド人のドラマーで、おもにセッション・ミュージシャンとして活動した。ホワイトは敬愛を込めて「5人目のビートルズ」と呼ばれることがあるが、これはビートルズの最初のシングル「ラヴ・ミー・ドゥ」で、リンゴ・スターに代わってドラムスを演奏したことで、最もよく知られているためである。アメリカ合衆国で発売された7インチ・シングルや、イギリスにおけるデビュー・アルバム『プリーズ・プリーズ・ミー』では、ホワイトが演奏したバージョンが採用されている。また、シングル「ラヴ・ミー・ドゥ」のB面曲「P.S.アイ・ラヴ・ユー」でも、ホワイトがドラムスを担当している。
ホワイトは、イギリスでもアメリカ合衆国でも、チャック・ベリー、ビリー・フューリー、ハーマンズ・ハーミッツ、トム・ジョーンズなど、様々な有名ミュージシャンたちやグループと共演した。AllMusic は、ホワイトについて「1950年代末から1970年代半ばにかけて、イングランドで最も忙しかったドラマーのひとり」と述べている。

## 生い立ちと初期のキャリア
アンディ・ホワイトは、1930年7月27日にスコットランドのグラスゴーで生まれた。12歳の時にパイプ・バンドでドラムを始め、17歳の時にはプロのセッション・ミュージシャンとなった。1950年代から1960年代はじめにかけて、ホワイトは数多くのスウィングやトラディショナル・ジャズのグループやミュージシャンたちと共演した。1958年、ホワイトはビッグバンドを編成し、アメリカ合衆国北東部で活動したが、この時、チャック・ベリー、プラターズ、ビル・ヘイリーと彼のコメッツなど、ロックンロールのバックを務める機会をもった。ホワイトの言によれば「我々は、ビッグバンド用の編曲を使って、それにバックビートを加えて、ロックンロール曲に合うようにした。ロックンロールを肉体で聴く機会をもったわけだ。このとき私は、ドラムにおいてこれから何が起ころうとしているのか、ひらめいたんだ。1960年、ホワイトはロンドンで、ビリー・フューリーの最初のアルバム『The Sound of Fury』の録音に参加したが、このアルバムは一般的に、イギリス最初のロックンロールのアルバムと見なされている。
1960年代はじめ、ホワイトはテムズ・ディットンに住み、イギリス・デッカのアーティストだったリン・コーネルと結婚していたが、彼女は後にヴァーノン・ガールズやパールズ、さらに、『ビルボード』誌のチャートに5週入って最高39位まで上昇した、ビートルズ関係のノベルティ・ソングとしては最大のヒット曲「We Love You Beatles」を歌ったケアフリーズのメンバーとなった。

## ビートルズ
1962年9月、ホワイトはロン・リチャーズからの電話を受け、ロンドンのアビー・ロードにあるEMIのアビー・ロード・スタジオで行われるビートルズのレコーディング・セッションに参加してほしいと依頼された。当時リチャーズは、レコード・プロデューサーであるジョージ・マーティンの助手をしており、過去にもホワイトを起用したことがあった。ビートルズは既に「ラヴ・ミー・ドゥ」を2回録音しており、1962年6月6日のEMIのオーディションでは、この時点でまだメンバーだったピート・ベストがドラムスを担当しており、9月4日にはその前の月にベストと交代したリンゴ・スターがドラムスを担当していた。マーティンは、ベストの演奏を良しとせず、新参のスターの演奏にも不満だった。1962年9月11日、その日の録音担当だったリチャーズは、再度の録音を求め、ビートルズは「ラヴ・ミー・ドゥ」の3度目の録音に臨んだが、このときホワイトがスターに代わってドラムスを演奏し、スターはタンバリンを叩いた。このセッションでは「P.S.アイ・ラヴ・ユー」も録音され、ホワイトは「軽快なチャチャチャのビート (lightweight cha-cha-chá beat)」を叩き、スターはマラカスを演奏した。ホワイトによれば、このセッションの報酬は5ポンドで、ドラムセットを持ち込んだ経費として10シリング（1ポンドの半分に相当）が上乗せされたというが、レコードの売上に応じて支払われるロイヤルティーは何もなかったという。
スターがドラムスを演奏したバージョンの「ラヴ・ミー・ドゥ」は、1962年にイギリスでプレスされた初期のシングルに採用された。一方、ホワイトがドラムスを演奏したバージョンは、1964年にアメリカ合衆国で最初にプレスされたシングルに用いられ、その後のすべてのシングルや、ビートルズの1963年のデビュー・アルバム『プリーズ・プリーズ・ミー』、その後、この曲を収録したほとんどすべてのアルバムで用いられている。スターがドラムスを演奏しているバージョンも、幾度かリリースされており、1980年に北アメリカで発売されたコンピレーション・アルバム『レアリティーズ』や、1988年に全世界で発売されたコンピレーション・アルバム『パスト・マスターズ』にも収録されている。1992年には、スターとホワイトの両バージョンを収録したシングルがリリースされた。 ホワイトのバージョンにはスターが演奏するタンバリンの音が入っているので、両バージョンの聴き分けは容易である。ピート・ベストが演奏しているバージョンは、かつては失われたものと思われていたが。1995年の『ザ・ビートルズ・アンソロジー1』で初めてリリースされた。ホワイトがドラムスを演奏した「P.S.アイ・ラヴ・ユー」は、 「ラヴ・ミー・ドゥ」のB面曲となり、アルバム『プリーズ・プリーズ・ミー』にも収録された。
英国放送協会 (BBC) による2012年のインタビューで、ホワイトは、9月11日のセッションでは楽曲「プリーズ・プリーズ・ミー」も吹き込み、このバージョンがヒットしたシングルに用いられたとも述べている。「ドラムのサウンドから、これを叩いているのは自分だと分かるよ、何しろ当時のリンゴのドラムセットとは、音色がかけ離れているからね。この時、彼はまだラディックのドラムセットを持っていなかったんだ。ドラマーはひとりひとり個性あるサウンドを持っているんだが、これはまず、個々のドラムのチューニングの仕方で違いが生まれ、さらに演奏の仕方でも違いが生まれるんだ。」
ホワイトがビートルズと共演したのは、この時だけであったが、それだけでも彼が「歴史書に入る」には十分だったし、いわゆる「5人目のビートルズ」と言われる一人となるだけの特別なことであった。ホワイトによれば、その日、スタジオの中で彼と一緒に演奏したビートルズのメンバーは、この曲のソングライターでもあったジョン・レノンとポール・マッカートニーだけだったという。「彼らは、楽譜を一切使わなかったので、レコーディングを始める前に、私はルーティーンを彼らと一緒に演奏して、彼らが何を望んでいるのかをつかむことが必要だった。」

## その他のプロジェクト
その後、ホワイトは、ハーマンズ・ハーミッツの一連のヒット・レコードや、トム・ジョーンズのヒット曲「よくあることさ (It's Not Unusual)」、ルルの「シャウト (Shout)」で演奏した。このほか共演したミュージシャンやグループは多数にのぼり、その中には、ロッド・スチュワート、アンソニー・ニューリー、バート・ウィードン、グラスゴーのBBCスコティッシュ・ラジオ・オーケストラなどもあった。1960年代半ば、ホワイトはマレーネ・ディートリヒとともにアメリカ合衆国をツアーし、彼女のキャバレー・ショーで演奏したが、その音楽監督をしていたのは、当時まだ無名だったバート・バカラックであった。1965年から、引退する1975年までは、イギリス人のピアニストで作曲家のウィリアム・ブレザードとともにツアーをした。
ホワイトは、2008年に再び「P.S.アイ・ラヴ・ユー」を演奏することとなったが、この時は、ニュージャージー州を拠点とするバンド、スミザリーンズのバージョンに参加したのであった。その前年、2007年に、スミザリーンズは、ビートルズへのトリビュートとして、『ミート・ザ・ビートルズ』を丸ごとカバーしたアルバム『ミート・ザ・スミザリーンズ! (Meet the Smithereens!)』を録音していた。ビートルズの専門家であるトム・フランジョーネ (Tom Frangione) がホワイトをバンドに紹介し、バンドの面々はホワイトに、ハイランド・パークにある彼らのスタジオ「House of Vibes」で行う、次のビートルズ・トリビュート企画の録音への参加を依頼した。ホワイトは「P.S.アイ・ラヴ・ユー」のドラムスを演奏し、このバージョンは、ビートルズの1962年から1965年のシングルB面曲をカバーしたアルバム『B-Sides the Beatles』に収録されて、2008年の遅い時期にリリースされた。ホワイトは2008年5月にニュージャージー州ミルバーンのペーパー・ミル・プレイハウスで開催されたヘルスケア関係の資金集めのチャリティ・イベント「We Get By with a Little Help From Our Friends」でも、スミザリーンズと共演してドラムスを演奏した。
1980年代後半、ホワイトはアメリカ合衆国に移住し、ニュージャージー州コールドウェルに定住して、スコットランドのパイプ・バンドのドラミングを教えるようになった。また、ホワイトは、Eastern United States Pipe Band Association (EUSPBA) の審査員や、ニューヨーク市更生局エメラルド・パイプ・バンド (Emerald Pipe Band) のドラム指導員なども務めた。ホワイトは、司書で、カートゥーン ネットワークの番組『おくびょうなカーレッジくん』でミュリエルの声優もしているシア・ホワイトと結婚生活を送った。ホワイトは、自分の車に貼っていたバンパー・ステッカーには「5THBEATLE」と記されていた。彼の話では、「生徒の一人がそいつをくれたんだ」という。

## 死
ホワイトは、2015年11月9日に発作を起こし、ニュージャージー州コールドウェルにおいて、85歳で死去した。